# Juri Konstantinowitsch Kidjajew
Juri Konstantinowitsch Kidjajew (russisch Юрий Константинович Кидяев, * 28. Februar 1955 in Moskau) ist ein sowjetischer Handballspieler und Olympiasieger.

## Karriere
Kidjajew lief während seiner Karriere für den sowjetischen Verein ZSKA Moskau auf. Hier wurde er anfangs als Kreisläufer eingesetzt und später zum Außenspieler umgeschult. Mit ZSKA gewann er 1976, 1977, 1978, 1979, 1980, 1982, 1983 und 1987 die sowjetische Meisterschaft sowie 1987 den EHF-Europapokal der Pokalsieger. Weiterhin gehörte Kidjajew dem Kader der sowjetischen Nationalmannschaft an, für die er 601 Treffer in 252 Länderspielen erzielte. Er errang bei den Olympischen Sommerspielen 1976 in Montreal die Goldmedaille sowie bei den Olympischen Sommerspielen 1980 in Moskau die Silbermedaille. Zusätzlich gewann Kidjajew bei der Weltmeisterschaft 1978 die Silbermedaille und bei der Weltmeisterschaft 1982 die Goldmedaille. Weiterhin gewann er in den Jahren 1975 und 1979 die Spartakiade der Völker der UdSSR.
Kidjajew war nach seiner aktiven Karriere in Russland, Deutschland, Iran und in der Ukraine als Handballtrainer tätig.